# Tōru Gotō
Tōru Gotō (n. 26 iunie 1934, Fukuoka, Japonia) este un înotător japonez, medaliat olimpic. A participat la o ediție a Jocurilor Olimpice (1952) în care a câștigat o medalie de argint.

## Participări
Lista de mai jos prezintă principalele competiții la care a participat Tōru Gotō de-a lungul carierei.
- swimming at the 1952 Summer Olympics – men's 4 × 200 metre freestyle relay[*]